# Desnuda
Desnuda è un singolo del cantautore italiano Blanco, pubblicato il 21 giugno 2024 dalle case discografiche Universal Music Latino e Island Records.

## Descrizione
Si tratta della prima canzone dell'artista scritta in una lingua diversa dall'italiano, ovvero lo spagnolo. È stata registrata durante alcune jam session a Miami, negli Stati Uniti.

## Video musicale
Il video, diretto da Simone Peluso e prodotto da Juliana Cordoba, è stato girato nella città colombiana di Medellín, dopo un lungo soggiorno di Blanco nella città. È stato reso disponibile in concomitanza del lancio del singolo sul canale YouTube del cantante.

## Tracce
Testi di Riccardo Fabbriconi, musiche di Michele Zocca, Amritvir Singh, Andrés Mauricio Acosta Echeverri, Andi Feliu, Andrés Felipe Corredor e BAO.
1. Desnuda – 2:54

## Classifiche
| Classifica (2024) | Posizione massima |
| ----------------- | ----------------- |
| Italia            | 58                |